# 菅原リサ
菅原 リサ（すがわら りさ, 1977年8月15日 - ）は、日本の体操指導者で、元選手。埼玉県戸田高校卒業、日本体育大学体育学部体育学科入学。現姓は豊島。

## 来歴・人物
埼玉県戸田市出身。父の菅原寛は1974年テヘランアジア大会の体操男子団体銀メダリスト、母の長谷川たか子は1972年全日本選手権で優勝し、ミュンヘンオリンピック代表という経歴を持つ体操一家。実の兄は政治家で現職戸田市長の菅原文仁である。
小さい頃の遊び場が体操場と言うだけあり、地元の戸田市スポーツセンターで小学校1年生の頃から本格的に体操を始めた。
1993年、地元の埼玉県立戸田高等学校に進学。翌1994年、NHK杯で初タイトルを獲得。同時に日本女子体操のエースであった小菅麻里の大会5連覇を阻止した。
1996年に戸田高校卒業後は日本体育大学に進学。その年から1998年までNHK杯3連覇を記録。また全日本選手権では、1996年から1999年までの4連覇を含む5回の優勝を果たしている。特に1996年の全日本は同じクラブの後輩でもある大畠佑紀との同点優勝となった。ちなみに全日本を母子で制したのは、史上初。
国際大会でも日本代表として活躍。大学進学の年にアトランタオリンピック代表として出場。アジア大会では、1994年広島大会で団体総合銀メダルと種目別ゆかで銅メダル、1998年バンコク大会で種目別ゆかで銅メダル、ユニバーシアードでは1997年シチリアで、種目別ゆかと平均台で金メダルを獲得した。
ライバル小菅ともども1990年代の日本女子体操をエースとしてリードしてきた。しかし大学在学中怪我を負ったことが原因で、バンコクアジア大会以降低迷が続いた。このため、1999年の中日カップを最後に引退した。その後、オーストラリアでのコーチ留学を経て、現在は自らの原点となった戸田市スポーツセンターで後進の指導にあたっている。
2024年パリオリンピックに日本代表体操女子チームのコーチとして帯同。

## 小菅麻里との関係
菅原にとって2歳上の小菅は憧れの選手であり、プライベートでも大の仲良しだった。特にアトランタオリンピック団体出場を決めた1995年の世界選手権（福井県鯖江市）では競技終了後に喜びを分かち合ったが、その時「私の分まで頑張ってね」と激励され、思わず号泣したというエピソードがある(小菅はこの大会終了後に引退を表明した)。